# Гастуло, Уго
Алехандро Уго Гастуло Рамирес (исп. Alejandro Hugo Gastulo Ramírez; род. 9 января 1958, Лима) — перуанский футболист, защитник.

## Биография

### Клубная карьера
Во взрослом футболе дебютировал в 1977 году в клубе «Университарио», где играл на протяжении всей своей карьеры, продолжавшейся десять лет. Вместе с клубом трижды становился чемпионом Перу в 1982, 1985 и 1987 годах.
Завершил профессиональную карьеру футболиста в 1987 году.

### Карьера в сборной
В 1979 году дебютировал в официальных матчах в составе национальной сборной Перу. В 1982 году был в составе команды, выступавшей на чемпионате мира в Испании.
Всего в составе сборной принял участие в 21 матче, не забив ни одного гола.

## Достижения
«Университарио»
- Чемпион Перу: 1981/82, 1984/85, 1986/87